# Lux Æterna (фільм)
Lux Æterna (стилізований під LVX ÆTERNA) — це французький незалежний експериментальний мета-артфільм 2019 року, написаний, спродюсований і знятий Гаспаром Ное. У фільмі широко використовуються епілептичні образи через сірі та кольорові стробоскопи, розділений екран та використання документальних кадрів 1920-х років про чаклунство та тортури. Фільм було показано поза конкурсом на Каннському кінофестивалі 2019 року.

## Сюжет
Фільму передує 15-хвилинний монтаж фільмів Сесіла Б. Де Мілля, ⁣ «Мистецтво кіно», що супроводжується гіпнотичним закликом до розслаблення під гучну оркестровку. Монтаж швидко змінює червоні, зелені та сині кольори у швидкій послідовності. Фінальний кліп, що демонструє сцену розп'яття з фільму «Цар царів», має чорно-біле стробоскопічне зображення.
Lux Æterna починається з короткого монтажу документальних кадрів 1920-х років про катування відьом, який різко переходить до акторок Шарлотти Генсбур і Беатріс Далле, що грають вигадані версії самих себе. Під час знімання фільму «Божий промисел» про спалення відьом на вогнищах, актриси сідають на одному зі знімальних майданчиків і обговорюють кінематографічне зображення відьом, ставлення до жінок на знімальному майданчику та анекдоти зі свого власного знімання у фільмі.
До жінок приєднуються продюсер і асистент, які проводжають Генсбур до гримерки, поки Далле відлучається для виконання режисерських обов'язків. На розділеному екрані ми бачимо, як Генсбур та її колеги по знімальному майданчику наносять грим і одягають костюми, а за лаштунками відбувається безліч складнощів. З двох інших актрис, які грають відьом, спалених на вогнищі, одна розмовляє лише англійською і засмучується, коли показують її вбрання, що оголює груди. Далле, засмучений тим, що вся знімальна група чекає п'ять годин на знімання однієї сцени, сперечається з режисером-постановником, щоб дати акторам трохи часу на репетиції, поки вони чекають.
Оператор-постановник, якому пообіцяли роль режисера після звільнення Далле, відмовляється робити все, що вона просить, а продюсери проводять час, шпигуючи за Далле, щоб зловити будь-які промахи, про які вони можуть повідомити, щоб її звільнити. Оператор за кадром знімає невтішні моменти роботи знімальної групи, а друзі знімальної групи з'являються на знімальному майданчику і намагаються завести розмову з Генсбур та іншими актрисами. Протягом усього фільму Lux Æterna на екрані з'являються цитати режисерів Луїса Бунюеля, Карла Теодора Дреєра та Райнера Вернера Фассбіндера про прагнення режисера до абсолютного контролю.
Зйомки продовжують зриватися, як тільки починається знімання сцени спалення відьом. Оператор-постановник все частіше вимагає, щоб камера працювала довше, а актриси не рухалися з місця. На середині зйомок екран задньої проекції виходить з ладу і починає показувати ті самі червоні, зелені та сині строби з «Мистецтва кіно», цього разу суцільними кольорами. Відтворення музики також виходить з ладу, наомісць лунає надзвичайно гучне дзижчання. Поки Далле відчайдушно намагається змусити кіномеханіка та звукорежисера розв'язати проблему, оператор наполягає на тому, що він продовжує знімати, і вигукує накази своїй знімальній групі, а саме Генсбур, щоб вона продовжувала поводитися так, ніби горить у вогні, і плакала за ним.
Інші актриси звільняються від своїх пут і залишають Генсбур, яка не може розірвати їх, на знімальному майданчику саму. Далле зі сльозами на очах жалкує, що ніхто не може їй допомогти, адже залишилися лише вона, Генсбур і оператор-постановник. Силует Генсбур розчиняється у страбоскопічних кольорах, а стовп, до якого вона була прив'язана, перетворюється на християнський хрест. Після титрів з'являється остання цитата Бунюеля: «Слава Богу, що я атеїст».

## Акторський склад
Більшість акторів у фільмі грають вигадані версії самих себе:
 
- Шарлотта Генсбур
- Беатріс Далле
- Еббі Лі
- Клара 3000
- Клод-Еммануель Гажан-Моль
- Фелікс Маріто
- Фред Камб'є
- Карл Ґлусман
- Лола Піллу Пер'є
- Луп Бранкович
- Лука Ісаак
- Максим Руїс
- Міка Арганьярас
- Поль Гамелін
- Стефанія Крістіан
- Том Кан
- Яннік Боно

## Виробництво
У лютому минулого року Ентоні запропонував підтримати мене, якщо у мене з'явиться ідея для короткометражного фільму. Через два тижні, за п'ять днів, з Беатріс і Шарлоттою ми імпровізували це скромне есе про вірування і мистецтво кіно. Тепер 51-хвилинне немовля готове закричати... Слава Богу, кіно — це світло, що миготить 24 кадри на секунду.— Гаспар Ное про "Lux Æterna" на Каннському кінофестивалі 2019

## Реліз
Світова прем'єра фільму відбулася на Каннському кінофестивалі 18 травня 2019 року. У квітні 2020 року його мали показати на кінофестивалі Трайбека, однак через пандемію COVID-19 фестиваль було скасовано. У французький прокат фільм вийшов 23 вересня 2020 року завдяки компаніям UFO Distribution і Potemkine Films.
Yellow Veil Pictures продає американські права на реліз фільму в США та Канаді у травні 2022 року.

## Рецензія
Сайт-агрегатор рецензій Rotten Tomatoes підрахував 63 % схвальних відгуків на основі 56 рецензій із середньою оцінкою 5,9/10. Консенсус на сайті звучить так: «Стильний, але порожній, Lux Æterna являє собою прикрий регрес для сценариста і режисера Гаспара Ное».